# M男優
M男優（えむだんゆう）は、アダルトビデオの男優の一種。アダルトビデオ作品の演出上、女性が男性を責める作品に出演する男優のことである。

## 概要
あまり演出力や技術が必要とされないため、素人から募集される場合がほとんど。出演料は無しか少ないことが多い。作品によっては飲尿や食糞のできる男優が必要とされるが、これらのできる者は少ないため、出演料を払って男優を募集することがある。
撮影は1日で終わることが多いが、そのわずかな時間に複数の作品を撮影する。
女優は服を脱がず、挿入もなしで手コキや足コキによる射精が一般的。ただし逆レイプものの作品では挿入がある場合もある。女性にビンタや言葉責めなどを受けて性的興奮を感じ、勃起する体質でなければならない。また、顔出しも必須である。

## 活躍場面
女が男を責める作品の場合、女優が複数のものも多い。連続の射精が求められることもある。
- 下着泥棒や盗撮やのぞきが捕まりお仕置きを受ける。
  - 女性数人で拘束されズボンと下着を無理やり脱がされ、男性器を大勢の女性の前に晒された上に手コキで無理やり射精させられ笑いものにされたり、下半身裸などの屈辱的な姿を写真に撮られたりする。
- 手術前などの剃毛を複数の女性看護師に施される。
  - 剃毛されていく過程やパイパンになった陰部を大勢の女性に晒して、とことん羞恥心を与えた上で手コキで射精させたりする。
- 女のストレス発散
  - 全裸にされビンタ、蹴りなどの暴行を受け、手コキや足コキをされる。
- 逆レイプ
  - 女性に襲われ無理矢理性行為をさせられる。
- 金蹴り
  - 全裸または着衣状態で、女性から股間を蹴られる。女性が複数の場合、手を左右から押さえられながら順番に蹴られたりする。
- 調教
  - 女王様スタイルの女性から、ＳＭ調教を受ける。裸土下座でのご挨拶から、鞭打ち、蝋燭責め、縛りなどの責めを受ける。

## M男優一覧
- 金子真一郎